# 高雄市公車8046路
高雄市公車8046A（原E08A高南雙城快線），由高雄客運營運，起點站為台南火車站，終點站為高鐵左營站，行經文藻外語大學。
高雄市公車8046B（原E08B高南雙城快線），由高雄客運營運，起點站為高鐵左營站，終點站為台南火車站。

## 歷史
- 2013年9月21日，原高雄客運 8046 路線移撥。
- 2015年2月1日，路線更改為高南雙城快線，編號為E08，正式開通。[3]
- 2019年9月1日，取消 E08高南雙城快線名稱，恢復名稱8046。
- 2025年6月16日，A線行經「文藻外語大學（民族一路）」站後調整行駛天祥二路、新庄仔路、新莊一路、華夏路至高鐵左營站，裁撤「天祥路口（民族一路）」至「建國站」間所有站位，增設「興隆寺」、「新莊國小」、「博愛路口（漢神巨蛋）」、「新光國小」。原A線05:40由建國站發車調整為B線06:00由高鐵左營站發車。

## 收費方式

### 票證
- 一卡通（一卡通公司發行之電子票證智慧卡）
  - 高雄市公路客運、就醫公車、旗美國道快捷折12元，最高收費60元。[4]
- 悠遊卡（悠遊卡公司發行之電子票證智慧卡）

### 投幣
- 依里程收費。

## 停站
參見右側路線圖